# Coatica
Coatica är en ort i Mexiko.   Den ligger i kommunen Omealca och delstaten Veracruz, i den sydöstra delen av landet, 250 km öster om huvudstaden Mexico City. Coatica ligger 677 meter över havet och antalet invånare är 364.
Terrängen runt Coatica är kuperad norrut, men söderut är den bergig. Runt Coatica är det ganska tätbefolkat, med 222 invånare per kvadratkilometer. Närmaste större samhälle är Córdoba, 15,3 km norr om Coatica. I omgivningarna runt Coatica växer i huvudsak städsegrön lövskog.